# Felipe Rosas
Felipe Rosas (5 de fevereiro de 1910 - 17 de junho de 1986) foi um futebolista mexicano. Ele competiu na Copa do Mundo de 1930, sediada no Uruguai.